# Powstanie krakowskie (1944)
Zasugerowano, aby zintegrować ten artykuł z artykułem Akcja „Burza” w Okręgu Kraków AK (dyskusja). Nie opisano powodu propozycji integracji.
Przygotowania do powstania krakowskiego – planowana w 1944 roku przez polską Armię Krajową akcja składająca się na akcję „Burza” i mająca na celu przejęcie kontroli nad okupowanym przez III Rzeszę Krakowem, zanim zrobi to postępująca na zachód Armia Czerwona.

## Tło
Do powstania, którego wybuch zapowiedziano najpewniej na 10 października, nigdy nie doszło, mimo że na terenie miasta panowały nastroje powstańcze, a polskie Podziemie przygotowywało się do jego wybuchu.
Decyzje o dokonanych polskich akcjach powstańczych (warszawskiej, wileńskiej, lwowskiej) podczas II wojny światowej podjąć mógł jedynie Komendant Główny Armii Krajowej w porozumieniu z Rządem RP w Londynie. Pomimo planów tzw. walk o Kraków brak zdecydowania przywódców Polski Podziemnej w tej kwestii sprawił, iż w przypadku Stołecznego Królewskiego Miasta Krakowa tak się nie stało.
Złożyło się na to kilka czynników:
- Kraków był tym miastem, w którym polskie podziemie produkowało broń, którą następnie wysyłano do oddziałów leśnej partyzantki. Niewielu krakowskich żołnierzy AK było uzbrojonych. Brakowało im amunicji. W całym okręgu krakowskiej Armii Krajowej funkcjonowało w różnych okresach 60–90 tys. żołnierzy, lecz w samym Krakowie było ich tylko kilka tysięcy (głównie Zgrupowania „Żelbet”). 1–1,5 tys. żołnierzy Armii Krajowej na terenie Krakowa posiadało broń – głównie były to granaty[3].
- W Krakowie, stolicy Generalnego Gubernatorstwa, mieście wówczas 200-tysięcznym, absolutnie skoszarowanym i policyjnym, w okolicach tylko Wawelu stacjonowało ponad 50 tys. żołnierzy Wehrmachtu (czyli pięciokrotnie więcej niż w momencie rozpoczynającego się powstania w pięciokrotnie wówczas większej, bo milionowej Warszawie). Ponadto w mieście przebywało 10 tys. uzbrojonych niemieckich urzędników, a także policjanci, oddziały SS oraz oddziały ukraińskie pozostające w sojuszu z Niemcami. Na terenie Krakowa istniała także zbudowana od podstaw dzielnica niemiecka (na terenie części obecnej dzielnicy Krowodrza).
- Ofensywa Armii Czerwonej została zatrzymana na linii Wisły, co dało Niemcom czas na przegrupowanie krakowskich oddziałów. Ponadto w czasie powstania w Warszawie najbliżej usytuowane wobec Krakowa oddziały Armii Czerwonej znajdowały się dopiero w okolicach Rzeszowa. Nie można więc było liczyć na potencjalne wsparcie żołnierzy radzieckich, tak miano na to nadzieję, gdy ci stali w prawobrzeżnej części Warszawy.
- W obawie przed powstaniem Gestapo zleciło obławę na mieszkańców Krakowa. Była to największa łapanka podczas okupacji niemieckiej na terenie Polski. Ludzi łapano na ulicach Krakowa i wyciągano ich wprost z mieszkań. Nie sprawdzając dokumentów i nie rewidując, ładowano aresztowanych na samochody i zawożono do tymczasowych zbornych punktów lub też prosto do obozu koncentracyjnego w Płaszowie. Aresztowano wówczas 15 tys. osób, nadwyrężając bardzo skutecznie strukturę Armii Krajowej. Akcję tę nazwano w Krakowie „Czarną Niedzielą”. Można przypuszczać, iż ta sytuacja miała duży wpływ na decyzję o nieprzeprowadzeniu powstania w Krakowie[4]. „Czarną Niedzielą” wykluczono m.in. niezbędny element zaskoczenia.
- Niezwykle szanowany przez Polaków arcybiskup książę Adam Stefan Sapieha, pod nieobecność kardynała i Prymasa Polski Augusta Hlonda pełniący w okupowanym kraju funkcję faktycznego duchowego przywódcy, znany ze swojej nieustępliwości wobec Niemców i personalnie wobec Hansa Franka, był przeciwnikiem powstańczego zrywu. Ocenił, iż powstanie odpowiadałoby samym Niemcom[3], którzy w ramach prowokacji „nawoływali” do wybuchu powstania, organizując m.in. akcje ulotkowe, zdając sobie sprawę z jego potencjalnego fiaska w obliczu osłabienia Armii Krajowej na terenie miasta.

## Próba sprowokowania do powstania przez Niemców
Arcybiskup apelował do niemieckiego generała Josefa Harpego, by ogłosił Kraków „miastem otwartym”. W ten sposób ewentualna bitwa Niemców z Sowietami rozegrałaby się poza murami miasta i dzięki temu historyczna zabudowa miasta mogłaby ocaleć. Harpe nie zgodził się. Obiecał natomiast, że Wehrmacht będzie się starał chronić ludność cywilną. Zaznaczył, że w wypadku powstania cały Kraków zostanie zrównany z ziemią. Ponadto generalny gubernator Hans Frank, wiedząc już o planach powstańczych AK-owców, zaapelował do „dumnego arcybiskupa krakowskiego”, by nie dopuścił do ich realizacji. Widząc krwawiącą Warszawę, władze Rzeczypospolitej Polskiej nie zdecydowały się na podjęcie akcji powstańczej w kolejnym mieście. Mimo fiaska Powstania Warszawskiego, bardzo wielu żołnierzy AK z samego Krakowa, udawało się do Warszawy, by wspomóc ją w walce. Na pomoc Warszawie szły również oddziały krakowskie stacjonujące poza Krakowem. Jednym z takich oddziałów był Samodzielny Batalion Partyzancki „Skała” Armii Krajowej, który został jednak po drodze zatrzymany w walkach z Wehrmachtem.
W planach Niemców, niezależnie od sytuacji, w której ponoszą oni klęskę, Kraków, dla Polaków esencja polskości i jednocześnie symbol końca tzw. „niemieckiego dzieła odbudowy”, miał zostać całkowicie zrównany z ziemią wraz z jego mieszkańcami. Zapobiegł temu Wywiad Armii Krajowej – żołnierze Okręgu Krakowskiego AK, którzy odminowali miasto. Do porzuconego już przez Niemców, odminowanego Krakowa, wkroczyła Armia Czerwona.

## Krakowskie struktury podziemne
Mimo że powstania w Krakowie ostatecznie nie ogłoszono, miasto walczyło z okupantem wszelkimi innymi możliwymi środkami. Pierwszą polską strukturą konspiracyjną był powołany we wrześniu 1939 roku w Krakowie Związek Orła Białego. Działał on w Krakowie zarówno na obszarze Generalnego Gubernatorstwa jak i Śląska oraz Zagłębia.
Kraków stanowił centrum polskiej podziemnej poligrafii. Redagowano, drukowano i kolportowano z Krakowa na teren całej okupowanej Polski ulotki, gazetki, pisma. Pomagano ludności narodowości żydowskiej. Dokonywano akcji sabotażowych, likwidowano niemieckich kolaborantów, agentów i niemieckie patrole.
Po upadku Powstania Warszawskiego w Krakowie przy ul. Szlak mieściło się Naczelnictwo „Szarych Szeregów”, czyli struktur podziemnego harcerstwa. Wielu harcerzy stracono w egzekucjach albo aresztowano podczas „Czarnej Niedzieli”.
W mieście dokonano zamachów na niemieckich oficjeli, m.in. na wyższych oficerów SS Krügera i Koppego. Krakowski Okręg Armii Krajowej dokonał także nieudanej próby zamachu na generalnego Gubernatora Hansa Franka, w trakcie której wysadzono pociąg, którym jechał do Lwowa.
Krakowski Okręg AK czynnie uczestniczył w akcji „Burza” poza granicami miasta. W zachodniej części Okręgu Kraków AK formowane były wielkie z punktu widzenia wojskowego jednostki.
Między innymi mające wziąć udział w walkach o Kraków – Dywizja Piechoty Górskiej oraz Krakowska Brygada Kawalerii Zmotoryzowanej.
Po upadku Powstania Warszawskiego, ludność Krakowa powiększyła się o 50 tys. mieszkańców Warszawy, wśród których byli również warszawscy powstańcy (krakowianie przyjęli także w tym czasie 22 tys. mieszkańców Wielkopolski). Część spośród tych warszawian i Wielkopolan osiedliła się w mieście na stałe.

## Terror
Ludność Krakowa mieszkająca w samym centrum Generalnego Gubernatorstwa szczególnie narażona była na łapanki o bardzo szerokim zasięgu. Oprócz „Czarnej Niedzieli”, miała również miejsce niemiecka akcja na krakowskim placu targowym „Tandeta”, kiedy to aresztowano 2700 osób. Przeprowadzano masowe rozstrzeliwania w mieście oraz w jego okolicach (np. 2000 zamordowanych krakowian na terenie Krzesławic). Terror był wszechobecny. W mieście funkcjonowało 30 katowni Gestapo. Najsłynniejsze z nich mieściły się w więzieniu przy ul. Montelupich i przy ul. Pomorskiej. W Podgórzu Niemcy utworzyli getto żydowskie, a w Płaszowie obóz koncentracyjny. Wśród polskich elit już w pierwszych dniach po wkroczeniu okupanci przeprowadzili czystki. Symbolem zamiaru wyniszczenia przez Niemców polskich elit, inteligencji, była „Sonderaktion Krakau”. W jej wyniku do niemieckich obozów koncentracyjnych wysłano 183 polskich uczonych.